# Trädsovare
Trädsovare (Dryomys) är ett släkte i familjen sovmöss.

## Kännetecken
Med en genomsnittlig kroppslängd (huvud och bål) på 8 till 13 centimeter och en svanslängd på 6 till 11 centimeter är trädsovare bara lite mindre än den nära besläktade trädgårdssovaren (Eliomys quercinus). Vuxna exemplar har en vikt mellan 18 och 34 gram. Pälsen på djurens rygg är brunaktig med små skillnader mellan de olika populationerna, ofta med inslag av grått eller gul. Pälsen på buken är däremot ljus gulaktig till vit. Typisk är den yviga svansen. Antalet spenar hos honor är åtta. Från öronen, som är mindre än hos trädgårdssovaren, till ögonen finns en svart strimma eller fläck (inte hos Dryomys laniger).

## Habitat
Trädsovare lever i löv- och blandskogar med tät undervegetation. I Alperna finns de även i barrskogar. De besöker ibland trädgårdar och gräsmarker intill skogar. Allmänt finns de i bergsregioner upp till 2 300 meter över havet och sällan når de 3 500 meter. Ofta vistas de vid skogens kanter eller vid skogsgläntor. I Centralasien lever de även i klippiga områden som saknar större växtlighet.

## Levnadssätt
Arterna i släktet är vanligen aktiva på natten där de letar efter insekter, frukter och unga växtdelar. Ibland äter de ägg och nyfödda fåglar. Under dagen vilar de i självbyggda klotrunda bon av gräs och löv. Dessa hänger i buskar eller träd. Vid fara varnar de varandra med pipande läten. Innan trädsovare håller vinterdvala bygger de underjordiska bon som ligger 30 till 60 centimeter under markytan. Dessa polstras med löv och gräs.
Parningstiden ligger mellan mars och december för de södra populationerna samt mellan maj och augusti för individer i nordliga regioner. Dräktigheten varar i 21 till 30 dagar och per kull föds vanligen två till fem ungar. Ungarna har efter cirka 16 dagar öppna ögon och de är efter fyra till fem veckor självständiga. Den första parningen sker i Europa efter första vintern.

## Arterna
I släktet finns tre till fyra arter beroende på taxonomi:
- Dryomys nitedula, förekommer framförallt i Sydösteuropa men finns även i Alperna, Polen, Tjeckien, Baltikum och österut till Tienschan och Altaj samt söderut till Israel.
- Dryomys laniger, lever bara i västra delen av Taurusbergen i Turkiet.
- Dryomys niethammeri, är endemisk för Pakistan och listas av IUCN som sårbar (vulnerable).

Arten D. sichuanensis som tidigare listades till Dryomys räknas numera till ett eget släkte, Chaetocauda.